# Vis Pesaro dal 1898 2021-2022
Questa voce raccoglie le informazioni riguardanti il Vis Pesaro dal 1898 nelle competizioni ufficiali della stagione 2021-2022.

## Stagione
Nella stagione 2021-2022 la Vis Pesaro disputa il girone B del campionato di Serie C, raccoglie 45 punti con l'undicesimo posto finale. Allenata da Marco Banchini ottiene 24 punti nel girone di andata e 21 nel girone di ritorno, chiudendo il torneo ad un solo punto dai Play-off. Nella Coppa Italia di Serie C la squadra biancorossa viene eliminata nel primo turno dal Modena, che si è imposto (0-1) al Tonino Benelli ad inizio stagione.

## Organigramma societario
Area direttiva
- Presidente: Mauro Bosco
- Amministratore Delegato: Antonio Feroce
- Direttore Generale:
- Segreteria: Silvia Canfora
- Segretaria amministrazione: Monia Giorgini

Area comunicazione e marketing
- Responsabile comunicazione stampa: Luciano Bertuccioli
- Responsabile Marketing e commerciale: Guerrino Amadori
- Supporters Liaison Officer: Gianfranco Balsamini

Area sportiva
- Direttore Sportivo: Sandro Cangini
- Responsabile settore giovanile: Sandro Cangini
- Direttore sportivo settore giovanile: Maurizio Del Bene
- Segretario settore giovanile: Gianluca Francolini

Area tecnica
- Allenatore: Marco Banchini
- Allenatore in seconda: Devis Barbin
- Preparatore dei portieri: Francesco Franzese
- Preparatore atletico: Marco Giovannelli
- Team Manager: Cristian Romagnoli
- Magazzinieri: Sergio Alano Bonamigo, Giuliano Domenicucci

Area sanitaria
- Responsabile sanitario: Vittorio Gemmellaro
- Recupero infortuni: Francesco Renzoni
- Medico: Federico Paolin
- Fisioterapisti: Davide Patrignani, Davide Antonini

## Rosa
Aggiornata al 31 agosto 2021.
| N. |                      | Ruolo | Calciatore             |
| -- | -------------------- | ----- | ---------------------- |
| 1  | Italia (bandiera)    | P     | Matteo Campani         |
| 2  | Italia (bandiera)    | D     | Leonardo Mastrippolito |
| 2  | Francia (bandiera)   | D     | Théo Parrinello        |
| 3  | Italia (bandiera)    | D     | Federico Giraudo       |
| 3  | Italia (bandiera)    | D     | Manuel Ferrini         |
| 4  | Italia (bandiera)    | D     | Fabio Gavazzi          |
| 5  | Italia (bandiera)    | C     | Alberto Acquadro       |
| 6  | Italia (bandiera)    | D     | Marco Manetta          |
| 7  | Argentina (bandiera) | C     | Martín Tonso           |
| 8  | Italia (bandiera)    | C     | Luca Lombardi          |
| 9  | Italia (bandiera)    | A     | Alessandro De Respinis |
| 10 | Italia (bandiera)    | A     | Kevin Cannavò          |
| 11 | Italia (bandiera)    | C     | Gabriele De Nuzzo      |
| 14 | Italia (bandiera)    | D     | Matteo Pinelli         |
| 15 | Italia (bandiera)    | D     | Pasquale Di Sabatino   |
| 16 | Italia (bandiera)    | C     | Andrea Astrologo       |
| 18 | Italia (bandiera)    | D     | Francesco Carnicelli   |

| N. |                   | Ruolo | Calciatore          |
| -- | ----------------- | ----- | ------------------- |
| 18 | Italia (bandiera) | A     | Ahmed Sanogo        |
| 19 | Italia (bandiera) | D     | Stefano Pellizzari  |
| 19 | Italia (bandiera) | A     | Christian Silenzi   |
| 20 | Ghana (bandiera)  | C     | Emmanuel Besea      |
| 21 | Italia (bandiera) | A     | Davide Marcandella  |
| 22 | Italia (bandiera) | P     | Alessandro Farroni  |
| 23 | Italia (bandiera) | C     | Mario Coppola       |
| 24 | Italia (bandiera) | D     | Stefano Piccinini   |
| 25 | Italia (bandiera) | A     | Diego Accursi       |
| 26 | Italia (bandiera) | C     | Giacomo Pierpaoli   |
| 27 | Italia (bandiera) | D     | Matteo Saccani      |
| 28 | Italia (bandiera) | A     | Niccolò Gucci       |
| 29 | Italia (bandiera) | C     | Domenico Rossi      |
| 31 | Italia (bandiera) | D     | Francesco Cusumano  |
| 32 | Italia (bandiera) | D     | Matteo Rubin        |
| 33 | Italia (bandiera) | C     | Alessandro Eleuteri |
|    | Italia (bandiera) | C     | Mattia Milozzi      |

## Calciomercato

### Sessione estiva(dall'1/7 al 31/8)
| Acquisti | Acquisti               | Acquisti  | Acquisti                         |
| R.       | Nome                   | da        | Modalità                         |
| -------- | ---------------------- | --------- | -------------------------------- |
| P        | Matteo Campani         | Sassuolo  | prestito                         |
| P        | Alessandro Farroni     | Reggina   | prestito                         |
| D        | Francesco Cusumano     | Cagliari  | prestito                         |
| D        | Alessandro Eleuteri    | Carpi     | fine prestito                    |
| D        | Fabio Gavazzi          | Foggia    | definitivo                       |
| D        | Marco Manetta          | Fermana   | definitivo                       |
| D        | Leonardo Mastrippolito | Pineto    | definitivo                       |
| D        | Stefano Pellizzari     | Legnago   | definitivo                       |
| D        | Stefano Piccinini      | Sassuolo  | prestito                         |
| D        | Matteo Pinelli         | Sassuolo  | prestito                         |
| D        | Matteo Rubin           | Reggina   | definitivo                       |
| D        | Matteo Saccani         | Sassuolo  | prestito                         |
| C        | Andrea Astrologo       | Roma U19  | prestito                         |
| C        | Emmanuel Besea         | Viterbese | definitivo                       |
| C        | Mario Coppola          | Potenza   | definitivo                       |
| C        | Gabriele De Nuzzo      | Como      | definitivo                       |
| C        | Luca Lombardi          | Monza     | prestito                         |
| C        | Domenico Rossi         | Venezia   | prestito                         |
| A        | Diego Accursi          | Rimini    | prestito con diritto di riscatto |
| A        | Kevin Cannavò          | Empoli    | definitivo                       |
| A        | Alessandro De Respinis | Piacenza  | definitivo                       |
| A        | Davide Marcandella     | Padova    | definitivo                       |
| A        | Martín Tonso           | La Serena | definitivo                       |

| Cessioni | Cessioni           | Cessioni       | Cessioni      |
| R.       | Nome               | a              | Modalità      |
| -------- | ------------------ | -------------- | ------------- |
| P        | Paolo Bastianello  | Frosinone      | fine prestito |
| P        | Khadim Ndiaye      | Atalanta       | fine prestito |
| P        | Christian Puggioni |                | fine carriera |
| D        | Fabrizio Brignani  | Bologna        | fine prestito |
| D        | Lorenzo Carissoni  | Latina         | svincolato    |
| D        | Manuel Ferrani     | AZ Picerno     | definitivo    |
| D        | Mattia Gennari     | Pistoiese      | definitivo    |
| D        | Enrico Pezzi       | Forlì          | svincolato    |
| D        | Diego Stramaccioni | Juventus U23   | fine prestito |
| C        | Leonardo Benedetti | Sampdoria      | fine prestito |
| C        | Michael D'Eramo    | Ancona         | definitivo    |
| C        | Manuel Di Paola    | Modena         | definitivo    |
| C        | Yassine Ejjaki     | Reggina        | prestito      |
| C        | Luca Gelonese      | Vibonese       | definitivo    |
| C        | Flavio Lazzari     | Atletico Gallo | definitivo    |
| C        | Lorenzo Tassi      |                | svincolato    |
| C        | Andrea Tessiore    | Sampdoria      | fine prestito |
| A        | Blue Mamona        | Cremonese      | definitivo    |
| A        | Ettore Marchi      | Fermana        | definitivo    |
| A        | Gianmarco De Feo   |                | svincolato    |
| A        | Domenico Germinale |                | svincolato    |
| A        | Orazio Pannitteri  | Fermana        | definitivo    |

### Sessione invernale(dal 03/01 al 01/02)
| Acquisti | Acquisti           | Acquisti     | Acquisti                         |
| R.       | Nome               | da           | Modalità                         |
| -------- | ------------------ | ------------ | -------------------------------- |
| P        | Alessandro Farroni | Reggina      | definitivo                       |
| D        | Manuel Ferrini     | Renate       | prestito con diritto di riscatto |
| D        | Theo Parrinello    | Pro Sesto    | definitivo                       |
| C        | Alberto Acquadro   | Siena        | definitivo                       |
| C        | Mattia Milozzi     | Montegiorgio | prestito                         |
| A        | Ahmed Sanogo       | Fanfulla     | definitivo                       |
| A        | Christian Silenzi  | Pro Vercelli | definitivo                       |

| Cessioni | Cessioni               | Cessioni  | Cessioni                                      |
| R.       | Nome                   | a         | Modalità                                      |
| -------- | ---------------------- | --------- | --------------------------------------------- |
| D        | Francesco Carnicelli   | Cattolica | prestito                                      |
| D        | Federico Giraudo       | Reggina   | prestito                                      |
| D        | Leonardo Mastrippolito | Carpi     | definitivo                                    |
| D        | Stefano Pellizzari     | Legnago   | prestito con obbligo di riscatto condizionato |
| D        | Matteo Pinelli         | Sassuolo  | fine prestito                                 |
| C        | Giacomo Pierpaoli      | Pro Vasto | prestito                                      |

## Risultati

### Serie C

#### Girone di andata
| Arbitro: | Centi (Terni) |

|                               |           |  |
| Cardoselli 2’ Varela 22’, 60’ | Marcatori |  |

| Arbitro: | Taricone (Perugia) |

|                           |           |                       |
| Marcandella 19’ Tonso 35’ | Marcatori | 53’ Mutton 55’ Milani |

| Arbitro: | Frascaro (Firenze) |

|                             |           |                              |
| Clemenza 2’ Cancellotti 84’ | Marcatori | 33’ (rig.) Cannavò 72’ Rubin |

| Arbitro: | Rinaldi (Bassano del Grappa) |

|            |           |                           |
| Malotti 6’ | Marcatori | 54’ Gucci 67’ De Respinis |

| Arbitro: | Madonia (Palermo) |

|  |           |                           |
|  | Marcatori | 4’ Sottini 45+2’ Pinzauti |

| Arbitro: | Lovison (Padova) |

|                  |           |          |
| D'Ambrosio 90+3’ | Marcatori | 4’ Gucci |

| Arbitro: | Cherchi (Carbonia) |

|                                  |           |  |
| De Respinis 10’ (rig.) Gucci 62’ | Marcatori |  |

| Arbitro: | Catanoso (Reggio Calabria) |

|            |           |                       |
| Bellich 6’ | Marcatori | 28’ Manetta 78’ Gucci |

| Arbitro: | Moriconi (Roma) |

|                        |           |                |
| De Respinis 82’ (rig.) | Marcatori | 31’ Bortolussi |

| Chiavari 19 ottobre 2021, ore 21:00 CEST 10ª giornata | Virtus Entella      | 0 – 0 referto | Vis Pesaro | Stadio comunale di Chiavari (338 spett.)\| Arbitro: \| Di Marco (Ciampino) \| |
| Arbitro:                                              | Di Marco (Ciampino) |               |            |                                                                               |

| Arbitro: | Turrini (Firenze) |

|           |           |  |
| Gucci 53’ | Marcatori |  |

| Arbitro: | Ancora (Roma) |

|             |           |           |
| Arras 90+2’ | Marcatori | 83’ Besea |

| Arbitro: | Carella (Bari) |

|  |           |                                 |
|  | Marcatori | 33’ Cauz 68’ Lanini 77’ Zamparo |

| Arbitro: | Bordin (Bassano del Grappa) |

|                       |           |                    |
| Mosti 19’ Minesso 50’ | Marcatori | 42’ (rig.) Cannavò |

| Pesaro 21 novembre 2021, ore 14:30 CET 15ª giornata | Vis Pesaro       | 0 – 0 referto | Carrarese | Stadio Tonino Benelli (770 spett.)\| Arbitro: \| Leone (Barletta) \| |
| Arbitro:                                            | Leone (Barletta) |               |           |                                                                      |

| Arbitro: | Mirabella (Napoli) |

|             |           |           |
| Gambale 56’ | Marcatori | 74’ Tonso |

| Arbitro: | Vergaro (Bari) |

|             |           |  |
| Cannavò 82’ | Marcatori |  |

| Pesaro 12 dicembre 2021, ore 17:30 CET 18ª giornata | Vis Pesaro        | 0 – 0 referto | Imolese | Stadio Tonino Benelli (622 spett.)\| Arbitro: \| Cavaliere (Paola) \| |
| Arbitro:                                            | Cavaliere (Paola) |               |         |                                                                       |

| Arbitro: | Di Francesco (Ostia Lido) |

|                                 |           |              |
| Faggioli 21’, 53’ Moretti 90+7’ | Marcatori | 89’ D. Rossi |

#### Girone di ritorno
| Arbitro: | Caldera (Como) |

|                                 |           |             |
| Marcandella 37’ De Respinis 90’ | Marcatori | 66’ Favalli |

| Arbitro: | Gauzolino (Torino) |

|              |           |            |
| Magnaghi 71’ | Marcatori | 4’ Cannavò |

| Arbitro: | Iacobellis (Pisa) |

|  |           |                          |
|  | Marcatori | 9’ Cernigoi 61’ Zappella |

| Arbitro: | Gemelli (Messina) |

|  |           |                              |
|  | Marcatori | 2’ De Grazia 31’ Bernardotto |

| Arbitro: | Sfira (Pordenone) |

|  |           |           |
|  | Marcatori | 51’ Gucci |

| Arbitro: | Baratta (Rossano) |

|  |           |                            |
|  | Marcatori | 38’ Pavlev 74’ Bianchimano |

| Arbitro: | Gigliotti (Cosenza) |

|            |           |           |
| Alagna 45’ | Marcatori | 59’ Tonso |

| Arbitro: | Luongo (Napoli) |

|                         |           |             |
| Ferrini 7’ Acquadro 36’ | Marcatori | 32’ Belloni |

| Arbitro: | Costanza (Agrigento) |

|                            |           |             |
| Bortolussi 13’ Candela 83’ | Marcatori | 64’ Saccani |

| Arbitro: | Crezzini (Siena) |

|                             |           |               |
| Marcandella 61’ Cannavò 72’ | Marcatori | 11’ Coppolaro |

| Arbitro: | Leone (Barletta) |

|                                       |           |  |
| Bulevardi 27’ Bonini 32’ Spalluto 69’ | Marcatori |  |

| Arbitro: | D'Eusanio (Faenza) |

|                              |           |             |
| Tonso 27’ Cannavò 86’ (rig.) | Marcatori | 18’ Capanni |

| Arbitro: | Luciani (Roma) |

|                                           |           |           |
| Lanini 23’ Arrighini 51’ Guglielmotti 65’ | Marcatori | 41’ Tonso |

| Arbitro: | Perenzoni (Rovereto) |

|  |           |                                     |
|  | Marcatori | 27’ Minesso 49’ Mosti 54’ Scarsella |

| Arbitro: | Gauzolino (Torino) |

|                                                     |           |              |
| Figoli 14’ Doumbia 22’ Bramante 68’ Battistella 84’ | Marcatori | 49’ Acquadro |

| Arbitro: | N. Marini (Trieste) |

|                         |           |  |
| Cannavò 17’ (rig.), 48’ | Marcatori |  |

| Arbitro: | Mastrodomenico (Matera) |

|             |           |                   |
| Ragatzu 28’ | Marcatori | 90+2’ Marcandella |

| Arbitro: | Carrione (Castellammare di Stabia) |

|            |           |  |
| Romano 62’ | Marcatori |  |

| Arbitro: | Turrini (Firenze) |

|  |           |                                                  |
|  | Marcatori | 12’ Delcarro 18’ Sereni 22’ Faggioli 63’ Rolfini |

### Coppa Italia Serie C
| Arbitro: | D'Eusanio (Faenza) |

|  |           |               |
|  | Marcatori | 82’ Pergreffi |